# 涂柏油和粘羽毛

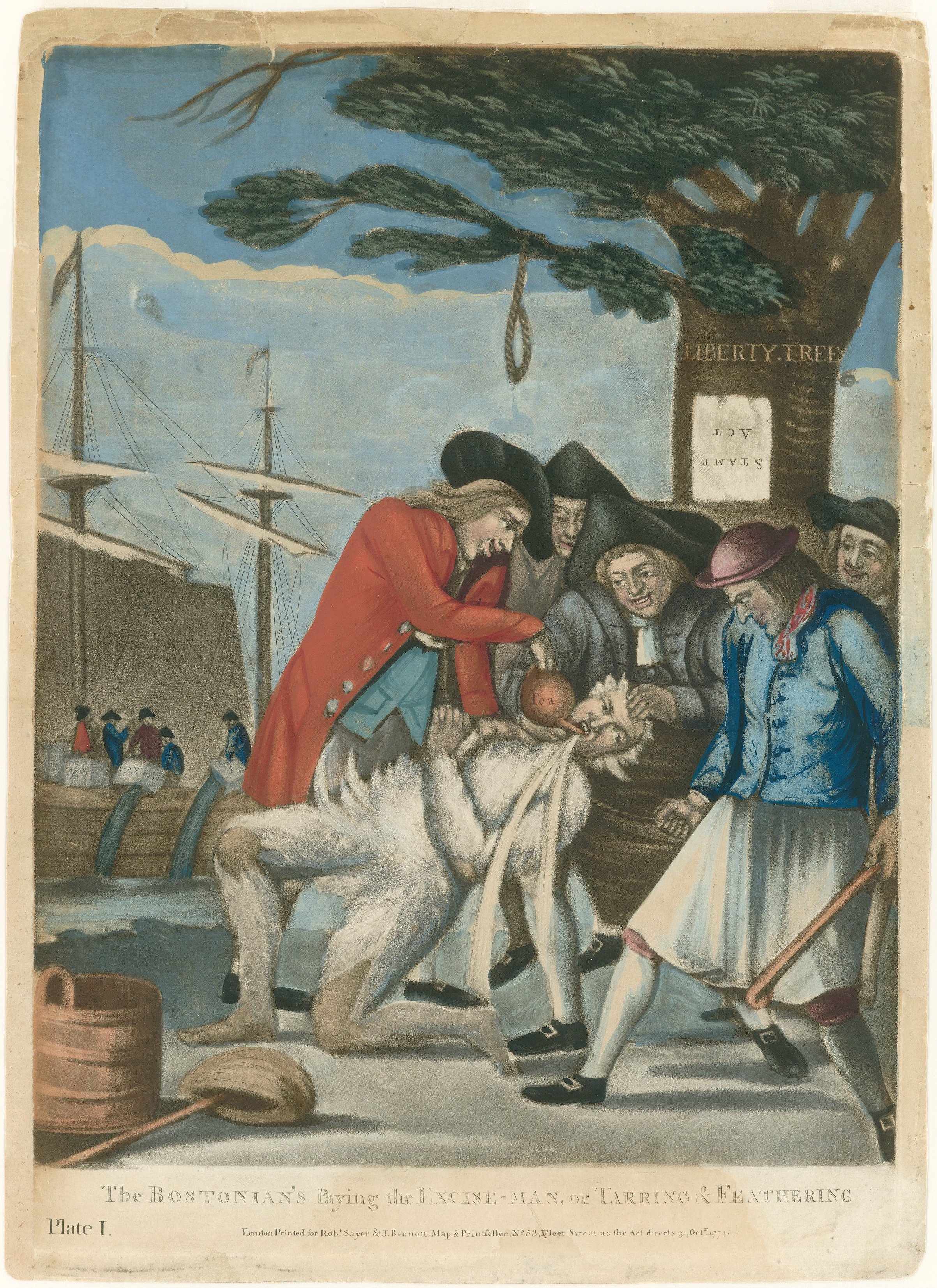
1774年英国宣传画，反映了在波士顿倾茶事件后的四周，自由之子的成员们羞辱英国海關專員John Malcolm的情形。这位英国税务官身上被涂了柏油并粘满了羽毛。

涂柏油、粘羽毛是自近代起，可见于欧洲及其殖民地的一种严厉的惩罚和公开羞辱对方的行为，意在伸张非官方认可的正义。通常由暴民作为私刑实施。受刑人通常会被剥去上身或全身衣服，在动弹不得的情况下被倒上或涂上灼热的柏油。之后由人在其身上扔满羽毛或者是推至羽毛堆中，让羽毛粘在身上尚未凝固的柏油上。随后受刑者通常会被放在车上或被木棍架起游街。刑罚的目的是对受刑人造成身体和精神的双重伤害，使其顺从暴徒的要求。在当代欧洲语言中，涂柏油粘羽毛也比喻对人严重地羞辱。